# Jerzy Roman Lubomirski
Jerzy Roman Lubomirski (ur. 1799, zm. 1865) – polski książę, syn Franciszka Grzegorza Lubomirskiego i Anny Dobrzańskiej h. Sas, linii rzeszowsko – rozwadowskiej. Ożeniony z Felicją Mniszek (1810 – 1855). Zmarł bezpotomnie. Pochowany w krypcie klasztoru franciszkanów w Rozwadowie. Żona Felicja, zmarła 5 października 1855 roku w Dreźnie mając 45 lat i tam została pochowana.

## Historia
Po swoim ojcu, został posiadaczem majątku Lubomirskich, linii rzeszowsko – rozwadowskiej. Był ostatnim właścicielem Rzeszowa. Miastem zbytnio się nie interesował, a majątek rzeszowski w tym okresie został znacznie zaniedbany. W 1820 r. austriackie władze miasta wykupiły od właściciela prawa.
Dziedzic majątku w Charzewicach, znany był jako lokalny mecenas sztuki – przebudował pałac, nazywano go teraz „zamkiem ”, odnowił i ozdobił jego wnętrza oraz utworzył portretową galerię przodków (zatrudnił malarzy K. Stokowskiego i F. Hanusza). Wspólnie z żoną, zaaranżował park w stylu romantycznym i dworski ogród przy charzewickiej posiadłości: z klombami kwiatów, rzeczką i stawem z wysepką. Obok parku wybudował ogrody ze szklarniami, w których uprawiano nawet owoce południowe
Rozbudował budynki gospodarcze i mieszkalne, m.in. powstała oficyna zwana dworkiem myśliwskim, pałac gościnny zwany pawilonem, domy mieszkalne oficjalistów i pracowników. Pomnażał majątek w Charzewicach, skupując okoliczne ziemie, aby w ustanowić dużą ordynację rozwadowską, mającą na zawsze pozostawać w rękach męskich potomków Lubomirskich linii rzeszowskiej.
Sfinansował budowę dzwonnicy przy kompleksie klasztornym w Rozwadowie, sfinansował i urządził szkołę trywialną i przytułek dla ubogich. Jego żona Felicja, prowadziła i utrzymywała szkółkę parafialną, była kobietą wykształconą (znała kilka języków), utalentowaną artystycznie (malowała).
Byli niezwykle wrażliwi na los innych ludzi, co potwierdzają liczne fundacje i działania na rzecz chorych i ubogich.
W lutym 1846 roku zbrojne gromady chłopów galicyjskich, mordowały ziemian i urzędników dworskich. Miejscowi chłopi nie stanęli przeciwko Lubomirskim. Jerzy Roman Lubomirski, którego ominęła ta tragedia, postanowił upamiętnić te wydarzenia i z jego inicjatywy w rogu parku wzniesiono z granitowych głazów kopiec zwieńczony krzyżem.
Utworzył dwie fundacje naukowe; jedną finansującą zakup przyrządów naukowych, i drugą nagradzającą autorów wybitnych prac, zastrzegając przy tym, iż fundusze wspierać mają tylko naukę polską. Swego patriotyzmu jeszcze bardziej dowiódł w czasie powstań (1831 i 1864). W 1831 brał udział jako powstaniec, a w obu pomagał rannym powstańcom, organizując dla nich w pałacu szpitale.